# Sexo oral

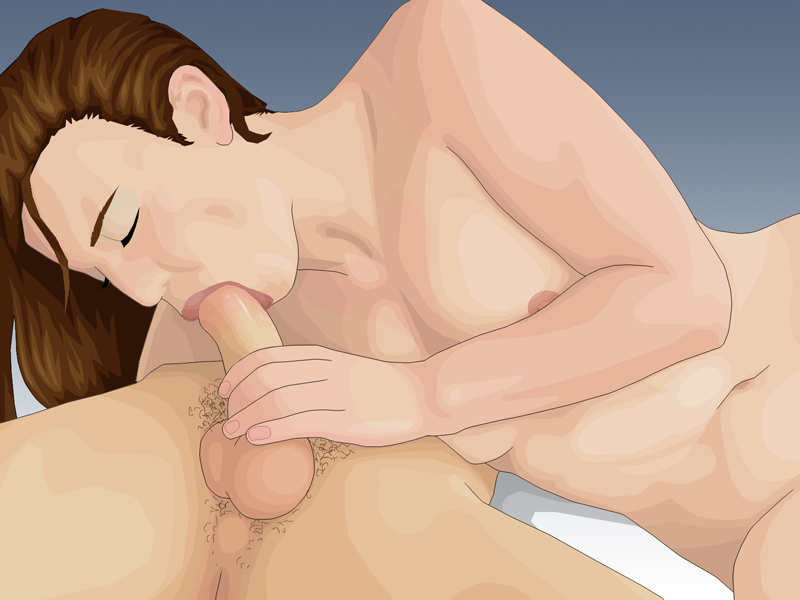
Felación.

El sexo oral (a veces denominado coito oral) es una actividad sexual que implica la estimulación de los genitales de una persona por parte de otra utilizando la boca (incluyendo los labios, la boca, la  lengua o los dientes) y la garganta. El cunnilingus es el sexo oral realizado sobre la vulva o la vagina, mientras que la felación es el sexo oral realizado sobre el pene. El anilingus, otra forma de sexo oral, es la estimulación oral del ano. La estimulación oral de otras partes del cuerpo, como besar o lamer, no se considera sexo oral.
El sexo oral puede realizarse como juego previo para incitar la excitación sexual antes de otras actividades sexuales (como el coito vaginal o el anal), o como un acto erótico e intimidad física por derecho propio. Como la mayoría de las formas de actividad sexual, el sexo oral puede suponer un riesgo de contraer enfermedades de transmisión sexual, incluyendo el VIH y las enfermedades derivadas del VPH. Sin embargo, el riesgo de transmisión para el sexo oral, especialmente la transmisión de virus como el VIH y el VPH, es significativamente menor que para el sexo vaginal o anal si se incluyen además medidas adicionales en el contexto de la actividad sexual como el sexo seguro y acciones previas como la vacunación contra el VPH y el testeo rutinario para la prevención de las ETS. 
El sexo oral suele considerarse un tabú, pero la mayoría de los países no tienen leyes que prohíban esta práctica. Comúnmente, la gente no considera que el sexo oral afecte a la virginidad de ninguno de los dos miembros de la pareja, aunque las opiniones al respecto varían. Las personas también pueden tener sentimientos negativos o inhibiciones sexuales por dar o recibir sexo oral, o pueden negarse rotundamente a realizar esta práctica.

## Variantes del sexo oral
Existen diversas prácticas y variantes que se engloban bajo la denominación de sexo oral, las cuales se enumeran a continuación:

### Cunnilingus

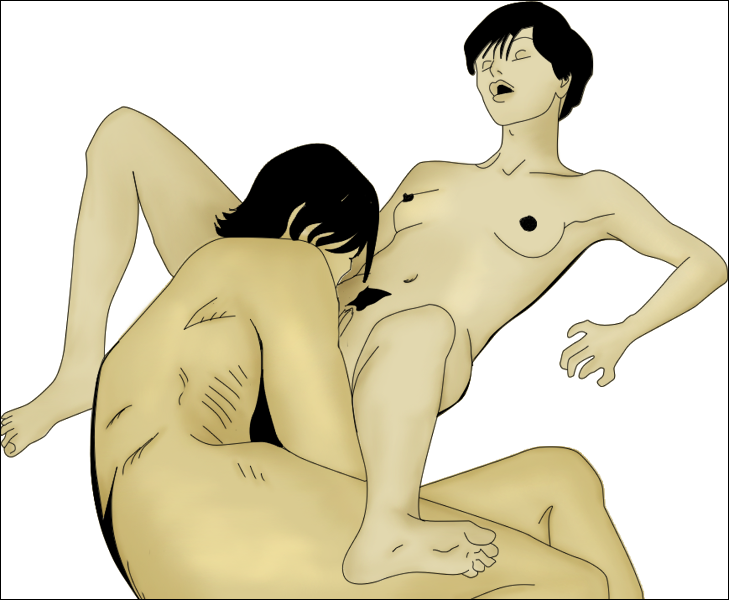
Dibujo de un hombre realizando un cunnilingus a su compañera sexual.

El cunnilingus (del latín cunnus: ‘cuña’, ‘vulva’; y lingus: ‘lengua’) es una forma de sexo oral que consiste en lamer y chupar los órganos genitales femeninos (los labios de la vulva, la entrada de la vagina y en particular el clítoris) con la lengua y los labios.

### Felación
La felación (del latín fellatio) es una forma de sexo oral que consiste en chupar o lamer el pene y el escroto con la boca, la lengua y los labios. Un posible final de la felación es tragarse el semen de la eyaculación, aunque no es recomendable por las infecciones de transmisión sexual.

### Felación in coitus
Es la posibilidad de integrarse a un trío donde una tercera persona asiste al acto sexual a modo de ayudante, practicando el sexo oral durante el coito de las otras dos personas.

### Irrumación
La irrumación (del latín irrumatio) es una variante de la felación (el sexo oral sobre el pene y el escroto).
Hay una sutil diferencia entre la irrumación y la felación: en la felación la persona que chupa o mama se mueve (mientras que la persona que recibe la felación se queda en una actitud pasiva); en el caso de la irrumación, el hombre cuyo pene será chupado realiza todos los movimientos, situado encima o al lado de la persona que —usualmente acostada o de rodillas y en actitud pasiva— recibe el pene en la boca. En la Antigua Roma la irrumación se consideraba un tipo de vejación, como se ve evidenciado en los grafitos pornográficos y obscenos y en los frescos hallados en el siglo XVIII en las paredes de las ruinas de Pompeya y en los Priapeos.

### 69

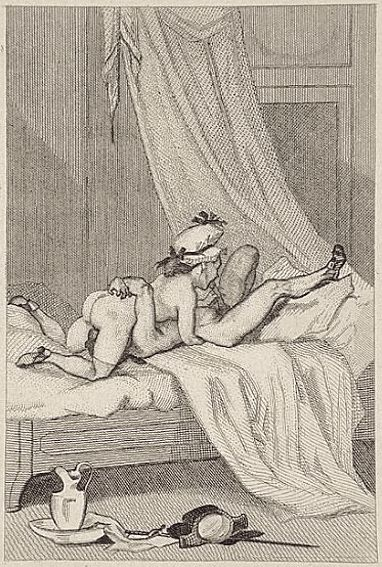
Grabado de una pareja haciendo un 69.

El 69 (sesenta y nueve) es una variante de sexo oral en la que dos personas están acostadas paralelas, pero en sentido inverso (la cabeza de una da a los pies de la otra), de manera que cada una puede estimular oral y manualmente los órganos genitales de la otra persona. El nombre alude a la característica gráfica de los caracteres arábigos, en los que el número 6 equivale a un 9 invertido.

## Preservación de la virginidad

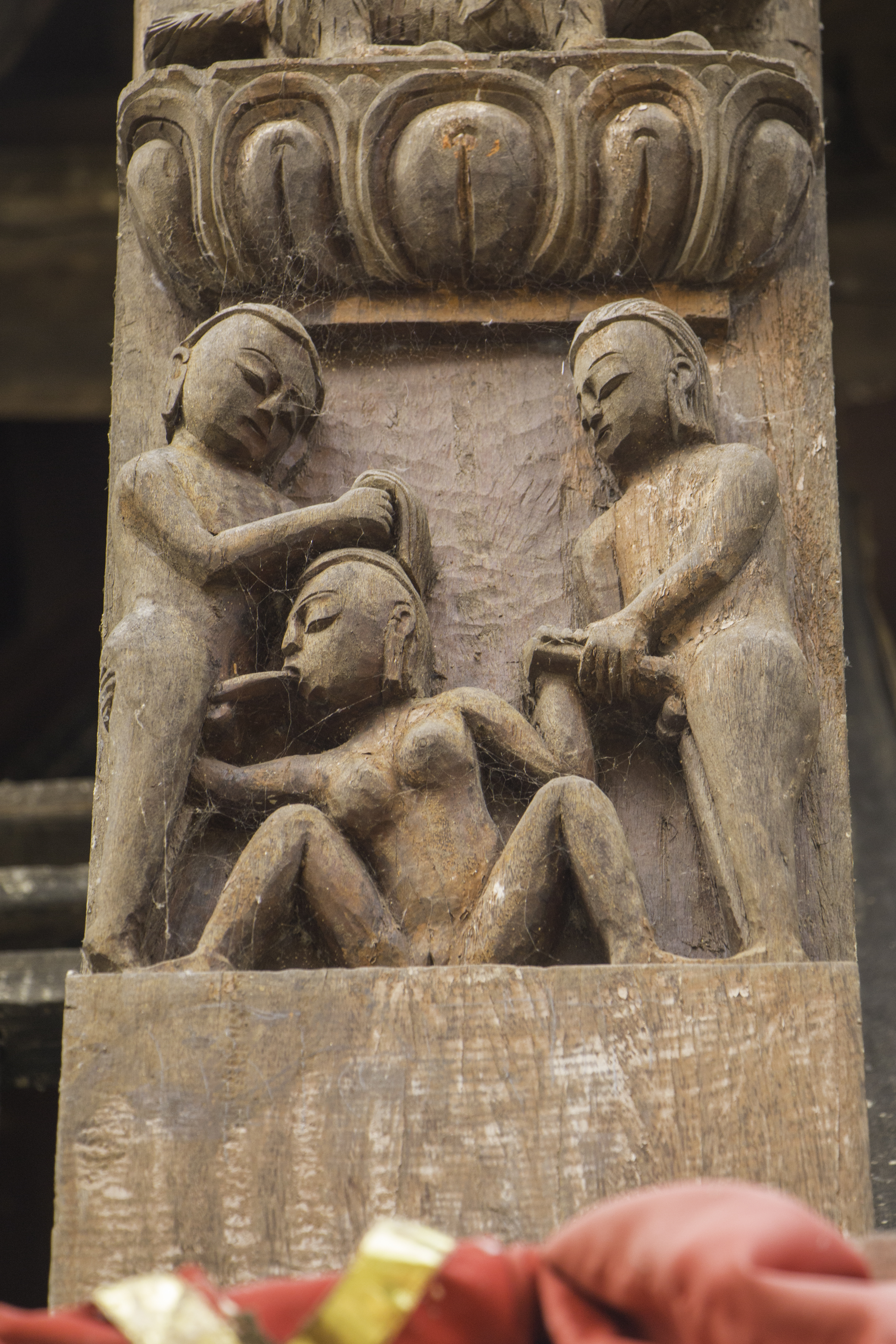
Una escultura del que representa a una mujer practicando sexo oral a dos hombres. De la pared del Templo Umamaheshwor de Kritipur.

El sexo oral puede practicarse para preservar la virginidad, especialmente entre parejas heterosexuales; esto se denomina a veces virginidad técnica (que puede incluir el sexo anal, la masturbación mutua y otros actos de sexo sin penetración, pero excluye el sexo peneano-vaginal). El concepto de «virginidad técnica» o abstinencia sexual mediante el sexo oral es popular entre los adolescentes.
Los varones homosexuales que consideran el sexo oral como una forma de mantener su virginidad ven la penetración pene-anal como una forma de perder la virginidad, mientras que otros varones homosexuales pueden definir el sexo oral como su principal forma de actividad sexual. Por el contrario, las parejas lesbianas suelen considerar el sexo oral o la estimulación/penetración con los dedos como resultado de la pérdida de la virginidad, aunque las definiciones de la pérdida de la virginidad también varían entre las lesbianas.

## Puntos de vista culturales

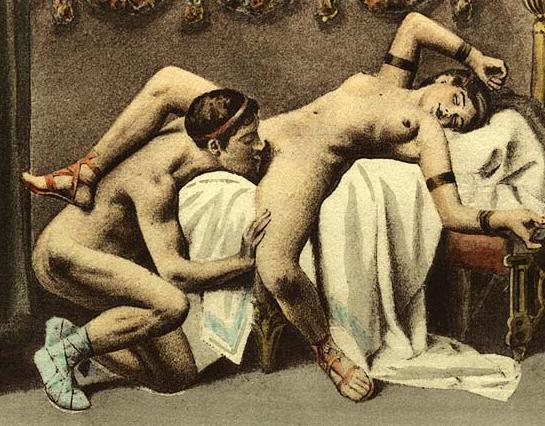
Una representación del del cunnilingus.

Los puntos de vista culturales sobre el sexo oral van desde la aversión hasta la alta consideración. El sexo oral y especialmente la felación, ha sido considerada tabú, o al menos desaconsejada, en muchas culturas y partes del mundo. Las leyes de algunas jurisdicciones consideran el sexo oral como sexo con penetración a efectos de delitos sexuales con respecto al acto, pero la mayoría de los países no tienen leyes que prohíban la práctica en sí, en contraste con el sexo anal o el sexo extramatrimonial.
En la Antigua Roma, la felación se consideraba profundamente tabú. Los actos sexuales se veían generalmente a través del prisma de la sumisión y el control. Esto es evidente en las dos palabras latinas para el acto: irrumare (penetrar oralmente), y fellare (ser penetrado oralmente). Bajo este sistema, se consideraba aborrecible que un varón realizara una felación, ya que eso significaba que era penetrado (controlado), mientras que recibir una felación de una mujer u otro hombre de menor estatus social (como un esclavo o un deudor) no era humillante. Los romanos consideraban que el sexo oral era mucho más vergonzoso que, por ejemplo, el sexo anal: se suponía que quienes lo practicaban tenían mal aliento y a menudo no eran bienvenidos como invitados a la mesa.
En contraste con las opiniones históricas sobre la felación, el cunnilingus es venerado como una práctica espiritualmente satisfactoria en el taoísmo chino, que considera que tiene la capacidad de aumentar la longevidad. En la moderna cultura occidental, el sexo oral es ampliamente practicado entre adolescentes y adultos.
Las personas que rechazan esta práctica dan varias razones para su aversión al sexo oral. Algunos afirman que, dado que no da lugar a la reproducción, es por tanto antinatural. Otros lo consideran menos íntimo porque no es una práctica cara a cara, o creen que es una práctica humillante o impura; que es humillante o impuro son opiniones que están, al menos en algunos casos, relacionadas con el simbolismo que se le otorga a las diferentes partes del cuerpo. Frente a estas opiniones, la gente también cree que el sexo oral «es uno de los comportamientos más íntimos que una pareja puede llevar a cabo porque requiere una confianza y una vulnerabilidad totales».
Aunque comúnmente se cree que las prácticas sexuales lésbicas implican el cunnilingus para todas las mujeres que tienen sexo con mujeres (WSW), algunas tienen aversión al cunnilingus debido a que no les gusta la experiencia o a factores psicológicos o sociales, como encontrarlo impuro. Otras WSW creen que es una necesidad o define en gran medida la actividad sexual lésbica. Las parejas de lesbianas son más propensas a considerar la aversión de la mujer al cunnilingus como un problema que las parejas heterosexuales, y es común que busquen terapia para superar la inhibición con respecto a ella.